# 戦略核兵器
戦略核兵器（せんりゃくかくへいき、）は、戦略的目標に対して使用される核兵器のこと。定義は曖昧であるが、一般的には戦術核兵器よりも高威力で、敵国の軍事基地や行政機関、人口密集地、エネルギープラントなどの比較的大規模な目標の破壊を目的とする核兵器を指す際に用いられる。

## 戦術核兵器との違い
戦略核兵器はアメリカとソ連の関係で語られることが多く、米ソ・米露間の核軍縮条約においては射程が5500km以上のICBMによって攻撃目標に到達するものを戦略核、それ未満のものを戦術核としていた。そのため、戦略核は大陸間弾道ミサイルや航続距離の長い戦略爆撃機、潜水艦発射の弾道ミサイルに搭載された核兵器と思われがちだが、隣国同士など距離が近い場合（例えばインドとパキスタン）は、より射程の短い短・中距離弾道ミサイルや航続距離の短い戦闘機などに搭載された核兵器でも、戦略的意味合いをもつ場合もある。
また、戦術核兵器は局地的核戦争下において敵国の船や戦車、歩兵などを直接的に攻撃することが目的のため、比較的威力が弱く作られている。そのため、創作物中では威力が弱い核兵器のことを戦術核と呼称することが多いが、距離と同様に威力だけで単純に区別できるわけではなく、たとえ威力が低くても攻撃目標が大規模なら戦略核に分類されるので、「何に対して攻撃を行うか」で判断するのが正しいと思われる。
例えば、広島・長崎の両都市に投下された原爆は、戦略爆撃機B-29 スーパーフォートレスから投下された事、日本を降伏させて太平洋戦争自体を終結させる事を目的としていたことなどから、戦略核兵器であると言うことができる。